# Macrargus multesimus
Macrargus multesimus là một loài nhện trong họ Linyphiidae.
Loài này thuộc chi Macrargus. Macrargus multesimus được Octavius Pickard-Cambridge miêu tả năm 1875.